# 高杉洋平
高杉 洋平（たかすぎ ようへい、1978年2月4日 - ）は、日本の元男子バレーボール選手、指導者。

## 来歴
実姉の影響で寺島中学1年よりバレーボールを始める。全日本ユース代表やジュニア代表を経験し、東レアローズに入団。
高さとパワーを生かしたジャンプサーブが武器で、必殺仕事人のテーマ曲をバックに、リリーフサーバーとして活躍した。
2009年5月、現役引退。同年7月、東レアローズ女子チームのコーチに就任した。
2021-22シーズン終了をもって東レ女子のコーチを退任し、同チームの事務長に就任。

## 所属チーム
- 東洋高校
- 日本体育大学
- 東レアローズ（2000-2009年）